# دارذى بر (الشعر)

تعديل مصدري - تعديل

دارذى بر هي إحدى قرى عزلة الأ ملؤك بمديرية الشعر التابعة لمحافظة إب، بلغ تعداد سكانها 465 نسمة حسب تعداد اليمن لعام 2004.